# 肉豆蔻酸异丙酯
肉豆蔻酸异丙酯（或称为 十四酸异丙酯，缩写IPM）是一种脂肪酸酯，化学式CH3(CH2)12COOCH(CH3)2，可作为极性潤膚膏。